# Ivan Lajtman
Ivan Lajtman (Đakovo, 1. srpnja 1979.) bivši je hrvatski nogometaš koji je igrao na poziciji  veznog.
Karijeru je započeo u lokalnom klubu Croatia Đakovo, a 1998. je prešao u Cibaliju. Godine 2004. potpisuje za bosanskohercegovački klub Široki Brijeg, iz kojeg je 2005. prešao u NK Zagreb. Za Zagreb je u prvoj HNL odigrao točno 50 utakmica te zabio 2 gola prije nego što je početkom 2008. potpisao za Istru 1961. U ljeto 2009. napušta Istru, te prelazi u Karlovac u kojem se zadržava 2 godine. U 2011. nastupa za Rovinj i Smoljance, a od 2012. član je NK Funtane.

## Vanjske poveznice
- Profil na hrnogomet.com
- Profil na transfermarkt.com